# Sericomyia bequaerti
Sericomyia bequaerti är en tvåvingeart som först beskrevs av Herve-bazin 1913.  Sericomyia bequaerti ingår i släktet torvblomflugor, och familjen blomflugor.
Artens utbredningsområde är Bulgarien. Inga underarter finns listade i Catalogue of Life.